# Zsoldos Imre (zenész)

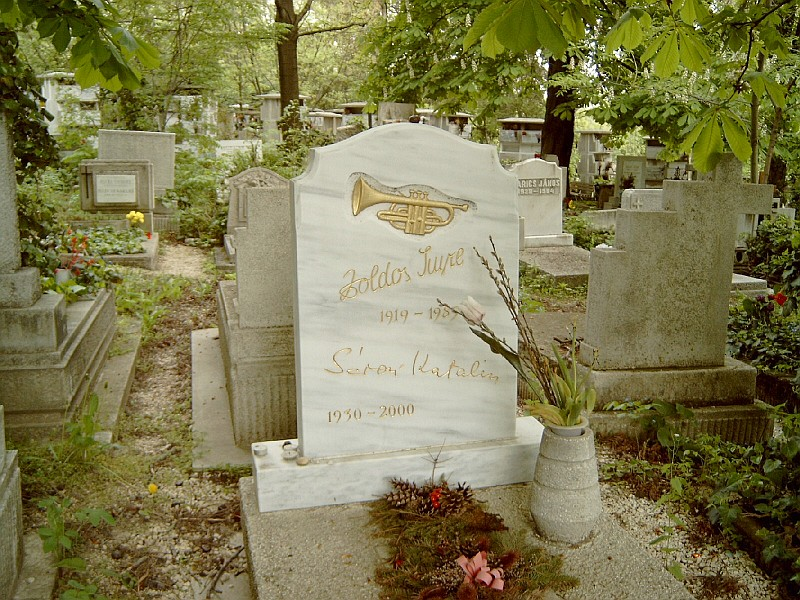
Sárosi Katalin és Zsoldos Imre sírja Budapesten. Farkasréti temető: 24/3-1-12.

Zsoldos Imre (Budapest, 1919. március 26. – 1985. augusztus 27.) magyar karmester és trombitás.

## Életpályája
Zsoldos Aladár (1886–1935) kereskedősegéd és Stricker Margit fia. 1938–1941 között trombita szakon tanult magántanulóként, Borst Rudolfnál. Furulyán, harmonikán és hegedűn is játszott. A második világháború alatt fellépett az OMIKE Művészakció keretein belül.
Pályafutása az 1950-es években kezdődött, híres szórakozóhelyeken (Moulin Rouge, Palais De Dance). 1948-tól a Magyar Rádió munkatársa, majd a Magyar Rádió Tánczenekarának karmestere és szólistája, később megalapította a Stúdió 11 zenekart. Feleségül vette Sárosi Katalin énekesnőt, akinek tőle egy fia született, Gábor (1962). Az 1970-es évektől kezdve vendégszerepelt Kubában, Svájcban, az NSZK-ban, az USA-ban, Ausztráliában és Brazíliában. A Stúdió 11-gyel többször részt vett a Sanremói Dalfesztiválon is. Szólistaként két önálló nagylemeze és zenekarral körülbelül húsz kislemeze jelent meg. Autóbalesetben halt meg 66 éves korában.
2020. november 27-én Különös éjszaka volt címmel jelent meg Zsoldos Gábor Dedy könyve, amely szüleiről, Sárosi Katalinról és Zsoldos Imréről szól.

## Diszkográfia
- Van-e szerelmesebb vallomás? (1976)
- 21+1 táncdal az aranytrombitán (1985)
- Il Silenzio (2000)

## Díjai, elismerései
- 1950 – Szocialista Kultúráért
- 1955 – Szocialista Kultúráért
- 1975 – Magyar Rádió nívódíja